# Citrus Bowl 2016 (janvier)
Ne doit pas être confondu avec Citrus Bowl 2016 (décembre), joué dans le cadre de la saison universitaire 2016.
Match précédent Match suivant
Le Citrus Bowl 2016 est un match de football américain de niveau universitaire joué après la saison régulière de 2015, le 1er janvier 2016 au Orlando Citrus Bowl d'Orlando en Floride.
Il s'agissait de la 70e édition du Citrus Bowl.
Le match a mis en présence les équipes de Michigan issue de la Big Ten Conference et de Florida issue de la Southeastern Conference.
Il a débuté à 13:06 heure locale et a été retransmis en télévision sur ABC.
Sponsorisé par la franchise de restaurant Buffalo Wild Wings, le match est officiellement dénommé le Buffalo Wild Wings Citrus Bowl.
Michigan gagne le match sur le score de 41 à 7.

## Présentation du match
| Équipes                                                                                       | Conférences | Entraîneurs  | Stats. saison rég. | Classements avant le bowl : CFP-AP-Coaches |
| --------------------------------------------------------------------------------------------- | ----------- | ------------ | ------------------ | ------------------------------------------ |
| Wolverines du Michigan                                                                        | Big Ten     | Jim Harbaugh | 9-3                | 17-17-14                                   |
| Gators de la Floride                                                                          | SEC         | Jim McElwain | 10-3               | 18-19-19                                   |
| Arbitre : Duane Heydt (ACC) Équipe donnée favorite par les bookmakers : Michigan à 4 contre 1 |             |              |                    |                                            |

Il s'agit de la 3e rencontre entre ces deux équipes. Michigan a gagné les deux précédentes rencontres, la dernière ayant eu lieu le 1er janvier 2008 (41 à 35) lors du Citrus Bowl 2008.

### Wolverines du Michigan
Avec un bilan global en saison régulière de 9 victoires et 3 défaites, Michigan est éligible et accepte l'invitation pour participer au Citrus Bowl 2016.
Ils terminent 3e de la East Division de la Big Ten Conference derrière #6 Michigan State et #4 Ohio State, avec un bilan en division de 6 victoires et 2 défaites.
À l'issue de la saison régulière 2015 (bowl non compris), ils seront classés # 17 aux classements CFP et AP et # 14 au classement Coaches.
À l'issue de la saison 2015 (bowl compris), ils seront classés # 12 au classement AP et # 11 au classement Coaches (le classement CFP n'est pas republié après les bowls).
Il s'agit de leur 5e participation au Citrus Bowl :
- Victoire 45 à 31 le 1er janvier 1999 contre #11 Arkansas.
- Défaite 45 à 17 le 1er janvier 2002 contre #8 Tennessee.
- Victoire 31 à 28 le 1er janvier 2001 contre #20 Auburn.
- Victoire 41 à 35 le 1er janvier 2008 contre #12 Florida.

### Gators de la Floride
Avec un bilan global en saison régulière de 10 victoires et 3 défaites, Florida est éligible et accepte l'invitation pour participer au Citrus Bowl de 2016.
Ils terminent 1er de la East Division de la Southeastern Conference, avec un bilan en division de 7 victoires et 1 défaites.
À l'issue de la saison 2015 (bowl non compris), ils seront classés #19 aux classements CFP et Coaches et #18 au classement AP.
À l'issue de la saison 2015 (bowl compris), ils seront classés #25 aux classements AP et Coaches (le classement CFP n'est pas republié après les bowls).
Il s'agit de leur 6e participation au Citrus Bowl :
- Défaite 16 à 7 le 22 décembre 1973 contre #15 Miami Redhawks (OH).
- Victoire 35 à 20 le 20 décembre 1980 contre Maryland Terrapins.
- Victoire 21 à 6 le 1er janvier 1998 contre #11 Penn State Nittany Lions.
- Défaite 37 à 34 le 1er janvier 2000 contre #9 Michigan State Spartans.
- Défaite 41 à 35 le 1er janvier 2008 contre Michigan Wolverines.

Il s'agit de leur 42e apparition à un bowl universitaire d'après saison régulière.

## Résumé du match
Début du match à 13:06 heure locale, fin à 16:25 pour une durée totale de jeu de 3:19 heures.
Température de 83 °F (28 °C), vent faible d'ouest et de 5 miles/heure, client partiellement nuageux.
| QT          | Temps       | Drive       | Drive       | Drive       | Équipe      | Description de l'action | Score | Score |
| QT          | Temps       | Jeux        | Yards       | TDP         | Équipe      | Description de l'action | MICH  | FLO   |
| ----------- | ----------- | ----------- | ----------- | ----------- | ----------- | --- | ----- | ----- |
| 1           | 05:54       | 9           | 73          | 04:29       | MICH        | TD à la suite d'une course de 4 yards par RB Drake Johnson + 1 point de conversion par K Kenny Allen                                     | 7     | 0     |
| 1           | 01:58       | 8           | 75          | 03:56       | FLO         | TD de 2 yards par QB Treon Harris à la suite d'une réception de passe de WR Antonio Callaway + 1 point de conversion par K Neil MacInnes | 7     | 7     |
| 2           | 08:49       | 8           | 80          | 03:49       | MICH        | TD de 31 yards par Jehu Chesson à la suite d'une réception de passe de QB Jake Rudock + 1 point de conversion par K Kenny Allen          | 14    | 7     |
| 2           | 01:01       | 12          | 77          | 05:00       | MICH        | FG de 21 yards par K Kenny Allen | 17    | 7     |
| 3           | 08:47       | 12          | 69          | 06:13       | MICH        | TD de 3 yards par Grant Perry à la suite d'une réception de passe de QB Jake Rudock + 1 point de conversion par K Kenny Allen            | 24    | 7     |
| 3           | 03:48       | 5           | 58          | 02:33       | MICH        | TD à la suite d'une course de 2 yards par RB Sione Houma + 1 point de conversion par K Kenny Allen                                       | 31    | 7     |
| 4           | 12:32       | 12          | 84          | 05:14       | MICH        | TD de 8 yards par Drake Johnson à la suite d'une réception de passe de QB Jake Rudock + 1 point de conversion par K Kenny Allen          | 38    | 7     |
| 4           | 06:42       | 9           | 34          | 04:14       | MICH        | FG de 25 yards par K Kenny Allen | 41    | 7     |
| Score final | Score final | Score final | Score final | Score final | Score final | Score final | 41    | 7     |

## Statistiques
| Statistiques par Équipes               | Statistiques par Équipes      | Statistiques par Équipes      |
| Statistiques                           | MICH                          | FLO                           |
| -------------------------------------- | ----------------------------- | ----------------------------- |
| 1er downs                              | 28                            | 14                            |
| Conversion de 3e Down                  | 9/12                          | 7/13                          |
| Conversion de 4e Down                  | 0/0                           | 0/2                           |
| Jeux–yards                             | 77 jeux pour 503 yards gagnés | 52 jeux pour 273 yards gagnés |
| Yards à la course                      | 225                           | 118                           |
| Yards à la passe                       | 278                           | 155                           |
| Passes : Réussies-Tentées-Interceptées | 29/31, 0 Int.                 | 10/25, 2 Int.                 |
| Réussite en zone rouge/chances         | 6/7                           | 1/3                           |
| TD                                     | 5                             | 1                             |
| Field Goals                            | 2/2                           | 0/0                           |
| Sacks (Nombre-Yards perdus)            | 2 pour 24 yards gagnés        | 0/0                           |
| Fumbles (Nombre/Perdus)                | 2/0                           | 0/0                           |
| Pénalités (Nombre/Yards perdus)        | 4 pour 30 yards perdus        | 7 pour 66 yards perdus        |
| Temps de possession                    | 38:38                         | 21:22                         |

| Meilleur Joueur (MVP) | Meilleur Joueur (MVP) | Meilleur Joueur (MVP) |
| --------------------- | --------------------- | --------------------- |
| Nom                   | Équipe                | Poste                 |
| Jake Rudock           | Michigan              | QB                    |

| Statistiques Individuelles | Statistiques Individuelles | Statistiques Individuelles                   |
| -------------------------- | -------------------------- | -------------------------------------------- |
| Quaterbacks                |                            |                                              |
| MICH                       | Rudock, Jake               | 20/31, 0 Int., 278 yards et 3 TDs            |
| FLO                        | Harris, Treon              | 8/21, 1 Int., 146 yards, 0 TD, 2 sacks subis |
| Meilleurs Coureurs         |                            |                                              |
| MICH                       | Smith, De'Veon             | 25 courses pour 109 yards nets gagnés, 0 TD  |
| FLO                        | Harris, Treon              | 11 courses pour 55 yards nets gagnés, 0 TD   |
| Meilleurs Receveurs        |                            |                                              |
| MICH                       | Chesson, Jehu              | 5 réceptions pour 118 yards gagnés et 1 TD   |
| FLO                        | Callaway, Antonio          | 5 réceptions pour 75 yards gagnés, 0 TD      |
| Meilleurs Tackleurs        |                            |                                              |
| MICH                       | Bolden, Joe                | 6 tacles en solo et 1 assiste                |
| FLO                        | Neal, Keanu                | 7 tacles en solo et 4 assistes               |